# Ctenodactylomorphi
Ctenodactylomorphi — це інфраряд підряду гризунів Hystricomorpha, який включає дві живі родини: Ctenodactylidae (гундієві) і Diatomyidae (діатомісові).